# Джексонбург (Огайо)
Джексонбург (англ. Jacksonburg) — селище (англ. village) в США, в окрузі Батлер штату Огайо. Населення — 55 осіб (2020).

## Географія
Джексонбург розташований за координатами 39°32′18″ пн. ш. 84°30′12″ зх. д. / 39.53833° пн. ш. 84.50333° зх. д. (39.538385, -84.503315).  За даними Бюро перепису населення США в 2010 році селище мало площу 0,05 км², уся площа — суходіл.

## Демографія
Згідно з переписом 2010 року, у селищі мешкали 63 особи в 21 домогосподарстві у складі 17 родин. Густота населення становила 1220 осіб/км².  Було 22 помешкання (426/км²).
Расовий склад населення:
| - 90,5 % — білих - 4,8 % — корінних американців |

До двох чи більше рас належало 4,8 %. Частка іспаномовних становила 0,0 % від усіх жителів.
За віковим діапазоном населення розподілялося таким чином: 30,2 % — особи молодші 18 років, 65,0 % — особи у віці 18—64 років, 4,8 % — особи у віці 65 років та старші. Медіана віку мешканця становила 29,8 року. На 100 осіб жіночої статі у селищі припадало 117,2 чоловіків;  на 100 жінок у віці від 18 років та старших — 144,4 чоловіків також старших 18 років.
За межею бідності перебувало 2,2 % осіб, у тому числі 0,0 % дітей у віці до 18 років та 16,7 % осіб у віці 65 років та старших.
Цивільне працевлаштоване населення становило 18 осіб. Основні галузі зайнятості: будівництво — 38,9 %, роздрібна торгівля — 27,8 %, оптова торгівля — 11,1 %, освіта, охорона здоров'я та соціальна допомога — 11,1 %.